# Meriones zarudnyi
Espèce
Statut de conservation UICN

 DD  : Données insuffisantes
Meriones zarudnyi, ou Meriones (Pallasiomys) zarudnyi est une espèce de mammifères qui fait partie des rongeurs. C'est une gerbille de la famille des Muridés, originaire d'Afghanistan, Iran et Turkménistan.